# Feuerwehr in Südtirol

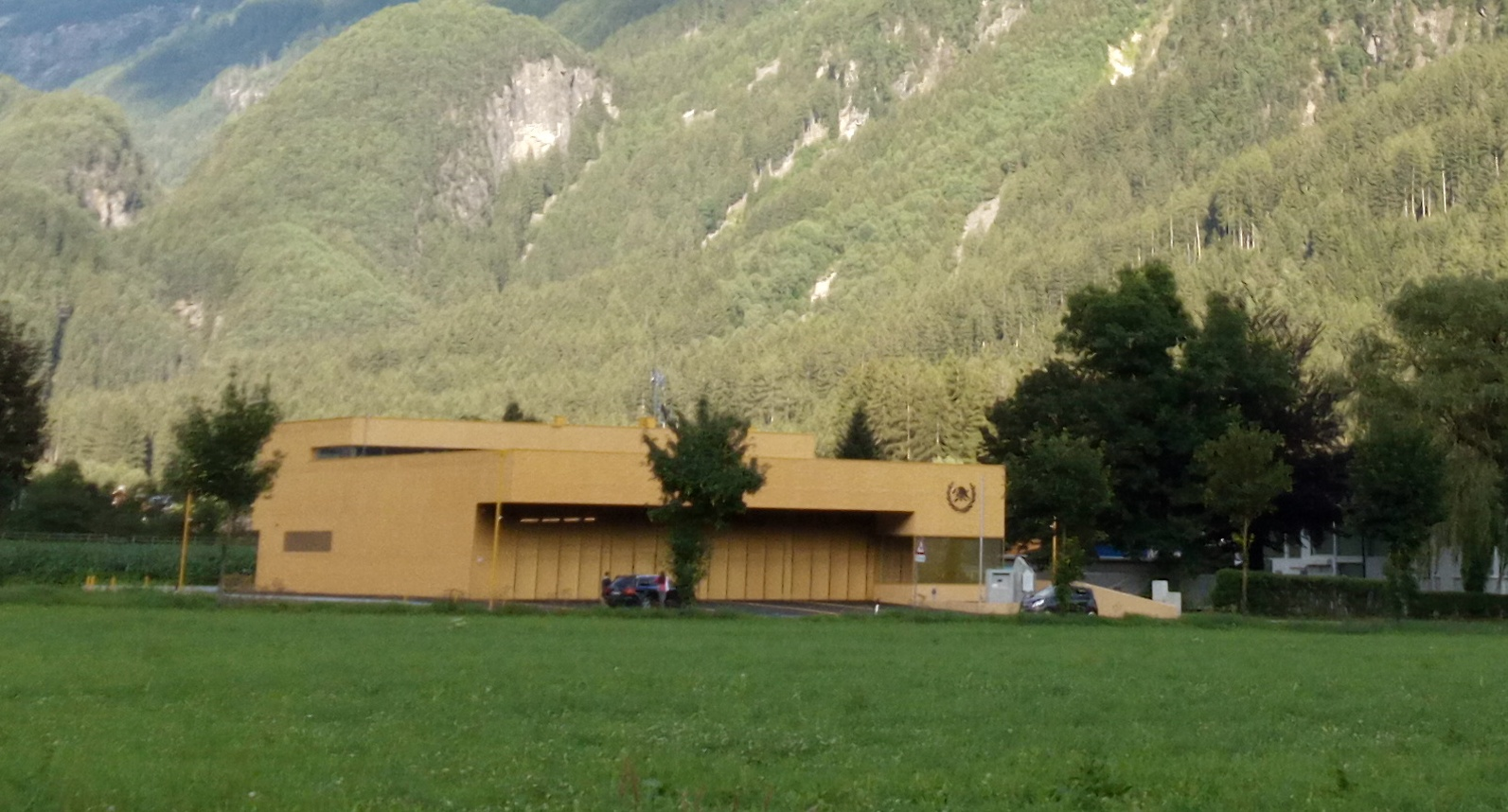
Das Feuerwehrhaus der Freiwilligen Feuerwehr in Sand in Taufers

Die Feuerwehren in Südtirol sind hauptsächlich als Freiwillige Feuerwehren innerhalb des Landesverbands der Freiwilligen Feuerwehren Südtirols organisiert. Diese gewährleisten flächendeckend in ganz Südtirol  den Personen- und Sachschutz bei Bränden und anderen Notfällen.
Im übrigen Italien gibt es eine staatliche Feuerwehr, die aus hauptamtlichem und freiwilligem Personal besteht. Die freiwilligen Feuerwehrleute unterstützen hier bei Bedarf die Berufsfeuerwehr, in vielen Fällen sind sie neuerdings jedoch auch für Feuerwachen umfänglich verantwortlich.

## Organisation
Die Feuerwehren gliedern sich in:
- 306 Freiwillige Feuerwehren

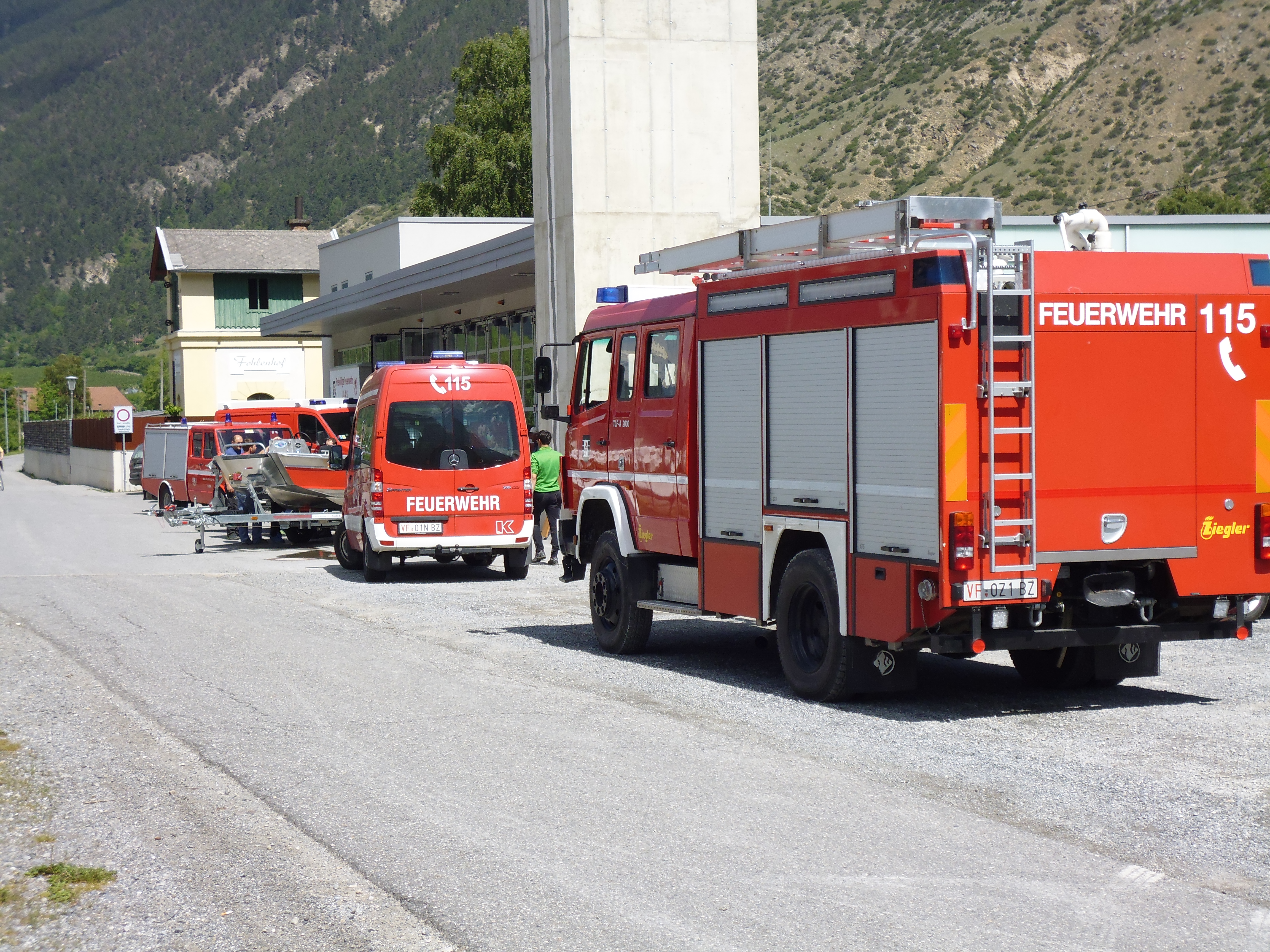
Einsatzfahrzeuge der Freiwilligen Feuerwehr in Laas

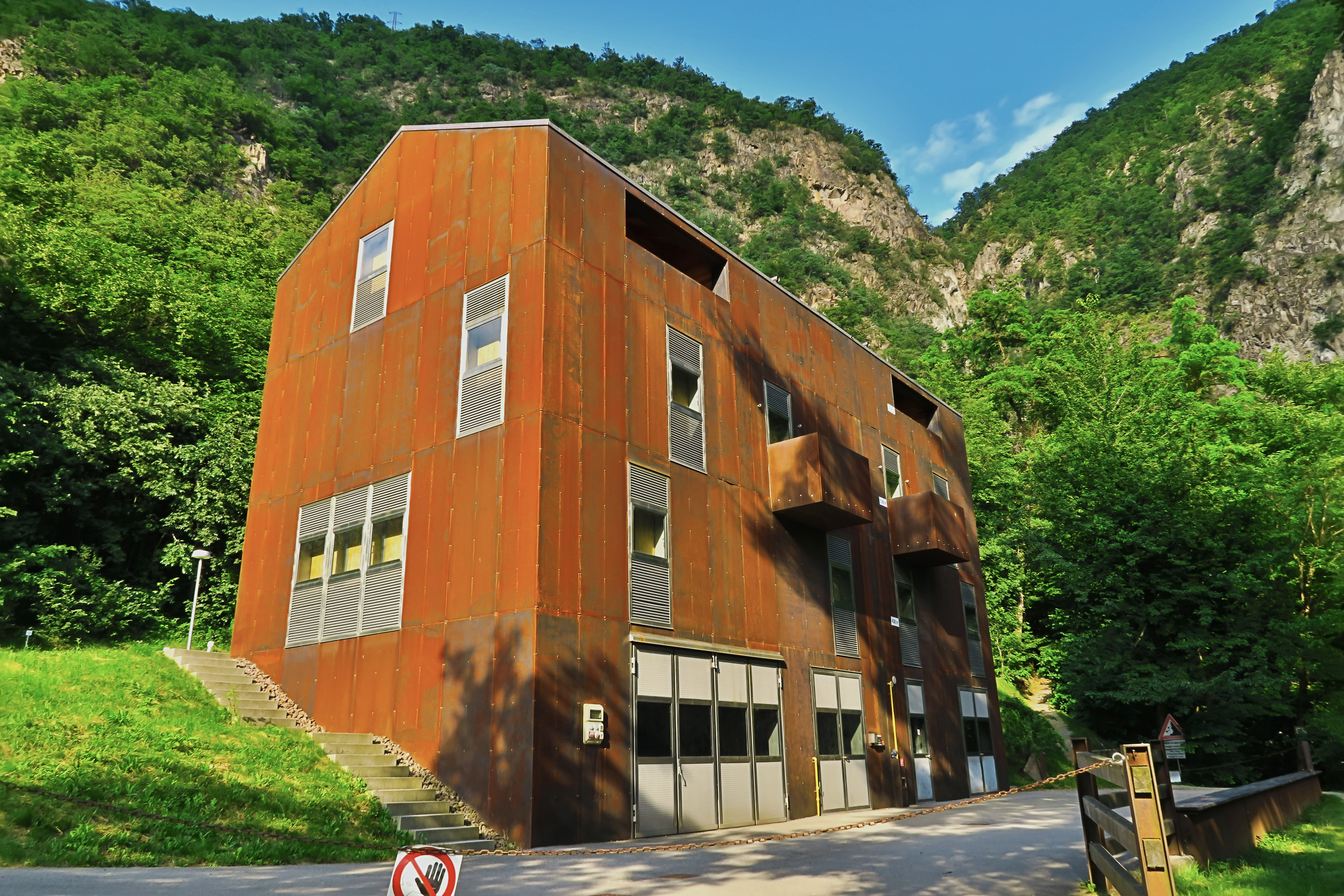
Das Brandübungshaus der Landesfeuerwehrschule in Vilpian

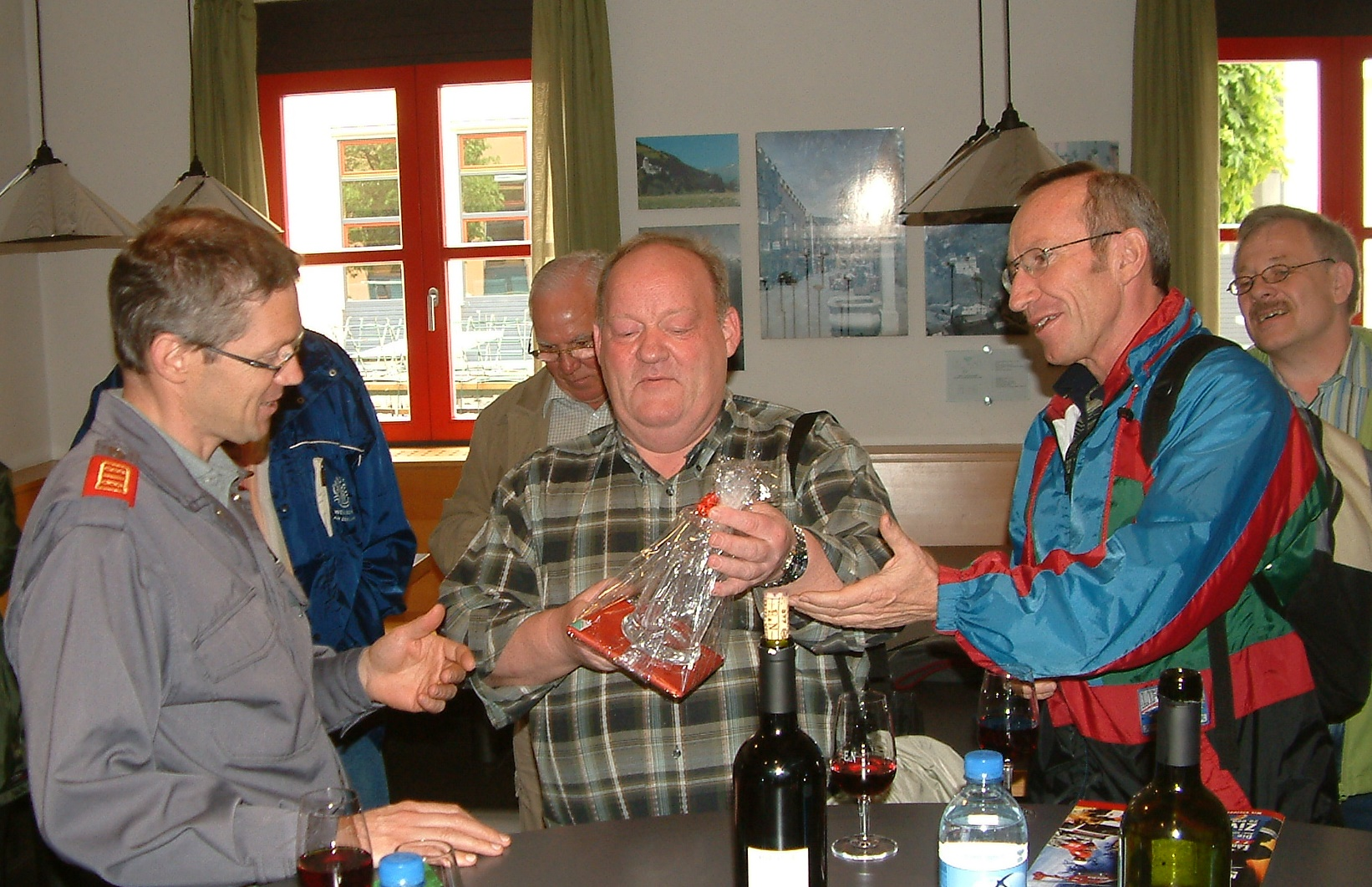
KFV Limburg-Weilburg zu Gast an der Landesfeuerwehrschule

- 001 Berufsfeuerwehr in Bozen
- 002 Betriebsfeuerwehren

Insgesamt haben die Freiwilligen Feuerwehren rund 18.000 Mitglieder. Davon sind etwa 13.000 aktive Feuerwehrleute und deutlich über 1.000 in Feuerwehrjugendgruppen gemeldet. Zusätzlich zählen auch noch Ehrenmitglieder, Mitglieder außer Dienst und Fahrzeugpatinnen als Mitglieder. Die Berufsfeuerwehr Bozen weist einen Personalstand von 150 Mitarbeitern auf.
Aus dem gesetzlichen Auftrag heraus (Landesgesetz Nr. 15 vom 18. Dezember 2002) ist die Feuerwehr so organisiert, dass sie innerhalb von maximal 5 bis 10 Minuten einen Einsatzort erreichen kann. Das wird durch die vielen Freiwilligen Feuerwehren in den einzelnen Orten erreicht. Als jüngste Feuerwehr wurde die Feuerwehr von Pfatten bei Leifers im Dezember 2005 gegründet. Somit hat jede Gemeinde Südtirols mindestens eine Feuerwehr.
Die Südtiroler Freiwilligen Feuerwehren werden des Weiteren in Abschnitte, in Bezirke und in einen Landesverband gegliedert.
Die Finanzierung der örtlichen Feuerwehr erfolgt durch die Öffentliche Hand, gewinnorientierte Veranstaltungen (z. B. Feuerwehrfeste) und private Spenden. Überörtliche Einrichtungen werden nur mit öffentlichen Mitteln finanziert.
Der Notruf 112 (seit 17. Oktober 2017 – zuvor 115) aller neun Bezirksverbände ist zur Landesnotrufzentrale in Bozen geschaltet, die dann je nach Alarmstufe und dazugehörigem Alarmplan die einzelnen Feuerwehren per Funkmeldeempfänger, Sirene oder Bluebox verständigt. Die alten Notrufnummern 115 und 118 blieben bis Ende 2018 erhalten.
Der Landesverband der Freiwilligen Feuerwehren Südtirols betreibt in Vilpian zwischen Bozen und Meran die Landesfeuerwehrschule.

## Geschichte

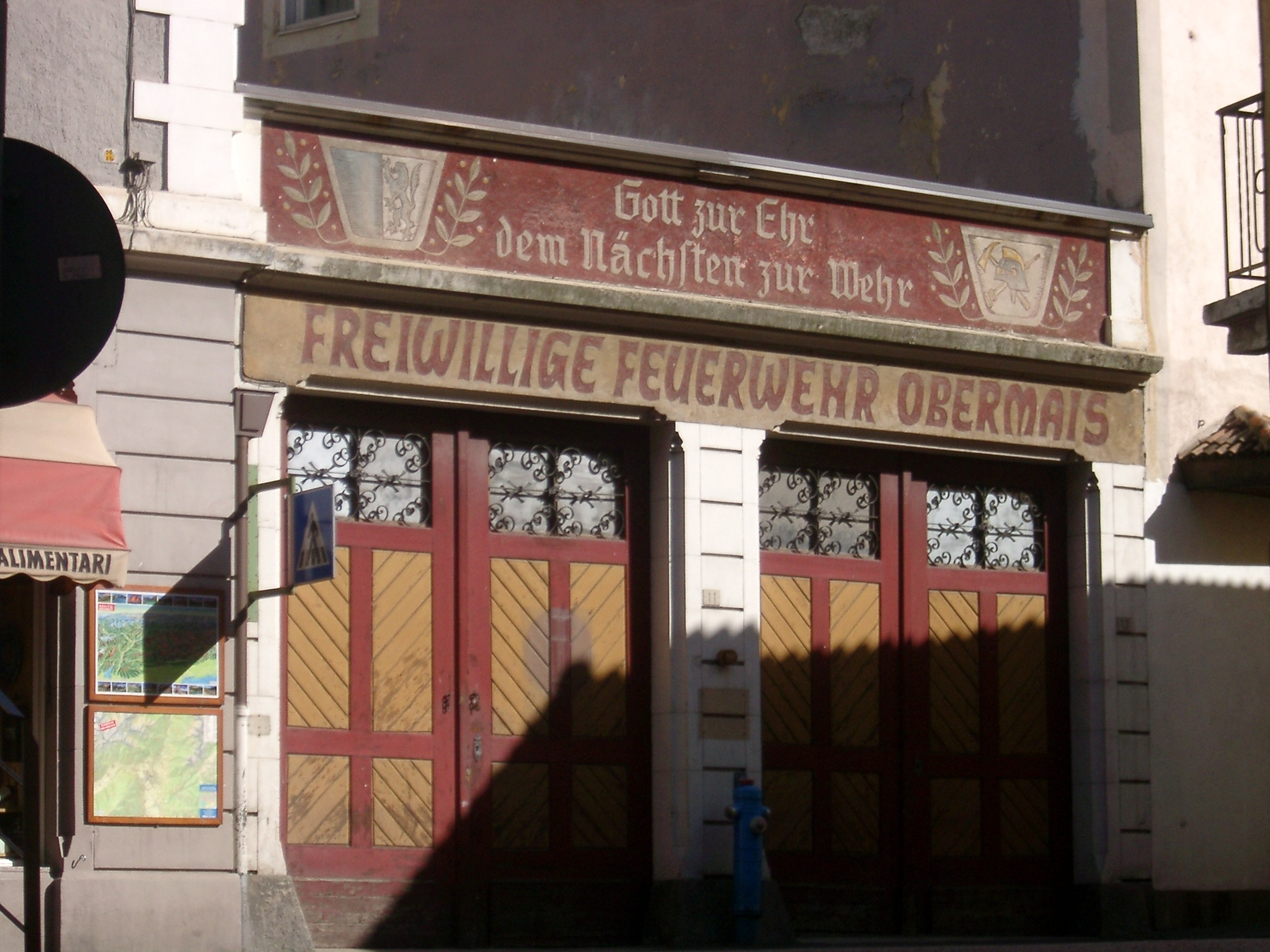
Das alte Feuerwehrhaus der Freiwilligen Feuerwehr in Obermais

Die ersten Feuerwehren in Südtirol wurden in den Jahren 1864 in Bruneck, 1868 in Meran und 1872 in Brixen als Freiwillige Feuerwehren gegründet. Auch in der Stadt Bozen, deren erste Feuerlöschanstalt auf die Feuerlöschordnung aus dem Jahr 1827 zurückgeht, wurde mit dem Turnverein Bozen 1862 (zuerst einer der größten Turnvereine Österreich-Ungarns) von Anton Schiestl, einem Innsbrucker Turnlehrer, gegründet. Zwei Jahre später gab es in diesem Turnverein, wie in vielen anderen Orten, eine Turnerfeuerwehr. Sie wurde allerdings bald wieder aufgelöst. Dadurch waren nur die drei vorgenannten Städte Gründungsmitglieder des Tiroler Landesfeuerwehrverbandes, der 1872 gegründet wurde und Dachverband für alle Süd-, Ost- und Nordtiroler Feuerwehren war. Die Genehmigung durch die Innsbrucker Statthalterei aus dem Jahr 1873 enthielt unter anderem auch die Bestimmungen für die Befehlsgewalt am Einsatzort oder die Uniformierung. Die Uniformen mussten sich von der Heeresuniform deutlich unterscheiden. Es war auch verboten, militärähnliche Distinktionen wie z. B. Sterne zu tragen. In Bozen wurde im selben Jahr auch wieder eine neue Freiwillige Feuerwehr gegründet.
Durch den Vertrag von Saint-Germain mussten die Südtiroler Feuerwehren aus dem Landesfeuerwehrverband ausscheiden. Durch Umstellung auf die italienische Verwaltung mussten nach einem Rundschreiben vom 14. November 1923 auch die Feuerwehren Italienisch als Kommandosprache verwenden. Auch das Tragen der österreichischen Kappen wurde verboten. Stattdessen mussten Tellerkappen getragen werden. Am 9. Juni 1925 wurden die Freiwilligen Feuerwehren per Dekret der faschistischen Regierung endgültig aufgelöst und die Ausrüstung ging in das jeweilige Gemeindeeigentum über. Nur sieben Berufsfeuerwehren sollten den Brandschutz in ganz Südtirol gewährleisten (Bozen, Meran, Brixen, Bruneck, Sterzing und Neumarkt). Da dies durch die damaligen Straßenverhältnisse in der Praxis nicht möglich war, boten die freiwilligen Feuerwehrmänner ihre Hilfe an, was aber von den italienischen Behörden nur stillschweigend geduldet wurde. Im Jahr 1941 wurden die Südtiroler Feuerwehren in den „Corpo nazionale dei vigili del fuoco“ als 15. Provinzkommando eingegliedert.

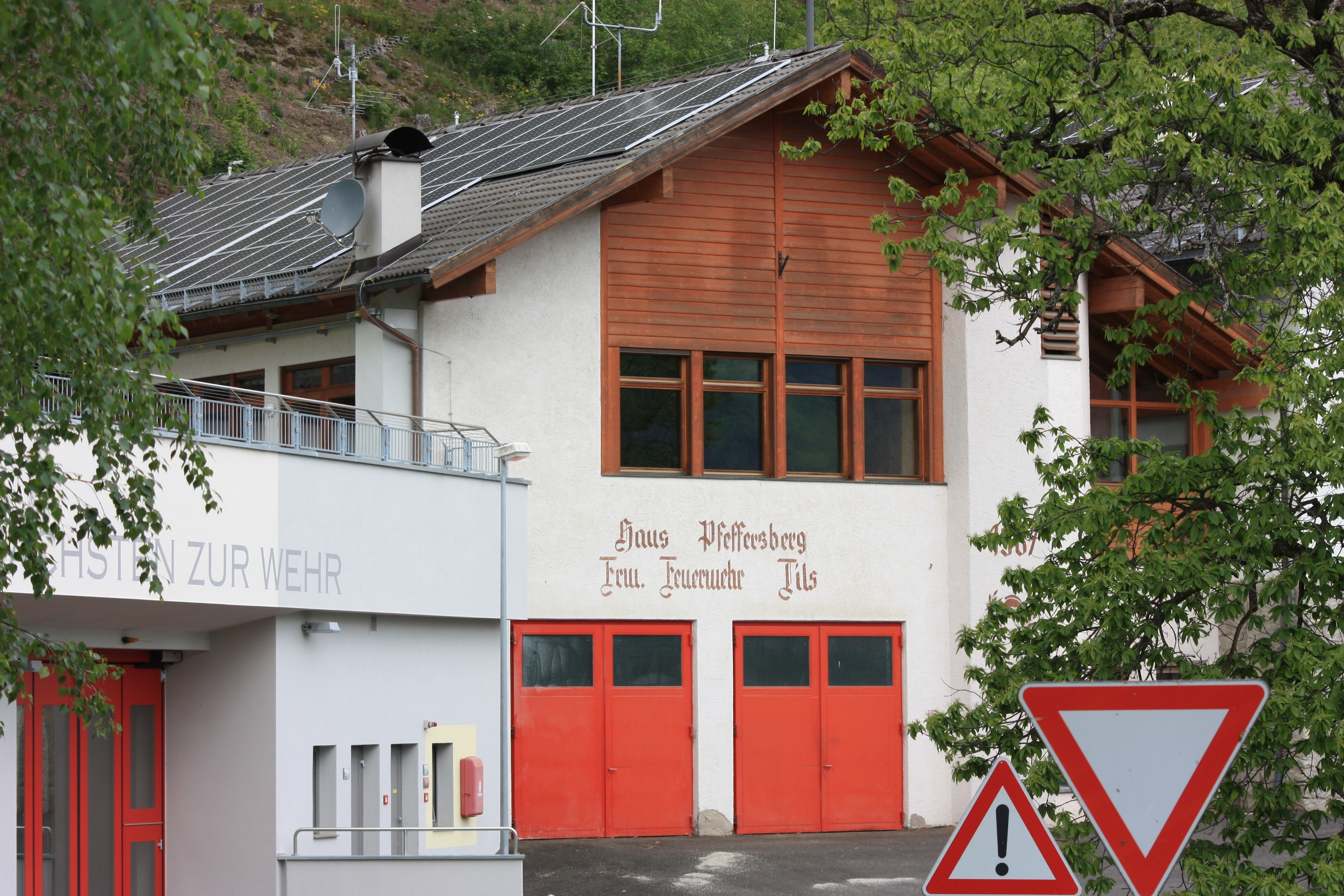
Das Feuerwehrhaus der Freiwilligen Feuerwehr in Tils

Nach dem Zweiten Weltkrieg kam es zu ersten Autonomieverhandlungen und einem Abkommen zwischen Italien und Österreich (Gruber-De-Gasperi-Abkommen). Im Jahr 1954 fielen die Feuerwehrzuständigkeiten wieder an die Gemeinden zurück. Die Feuerwehren erhielten nun durch die Gemeindeautonomie ihre Selbstverwaltung. Im Jahr 1955 wurde der heutige Landesfeuerwehrverband Südtirol gegründet. Alle Berufsfeuerwehren, außer jener in Bozen, wurden aufgelöst, so dass heute der Brandschutz ähnlich dem österreichischen wieder auf freiwilliger Basis steht. Mit dem Südtiroler Autonomiestatus aus dem Jahr 1972 wurde das 15° Provinzkommando wieder abgeschafft und das Feuerwehrwesen wurde eine Kompetenz des Landes Südtirol. Somit ist auch die Bozener Berufsfeuerwehr keine Staatsfeuerwehr mehr.
Bis heute sind Südtirol und das Trentino die einzigen italienischen Provinzen, welche ihr Feuerwehrwesen autonom verwalten.

## Fahrzeuge

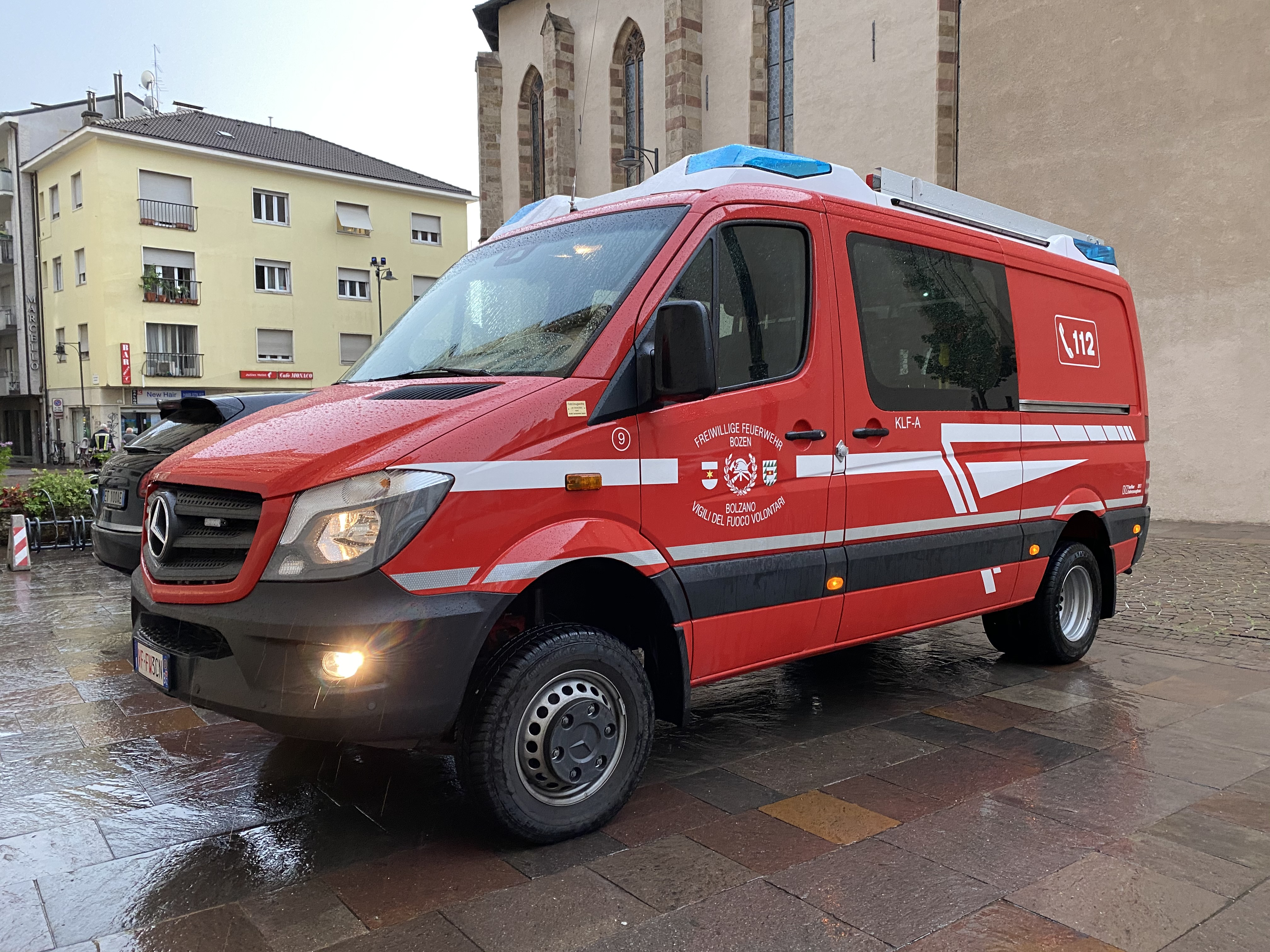
Kleinlöschfahrzeug-Allrad der Freiwilligen Feuerwehr Bozen

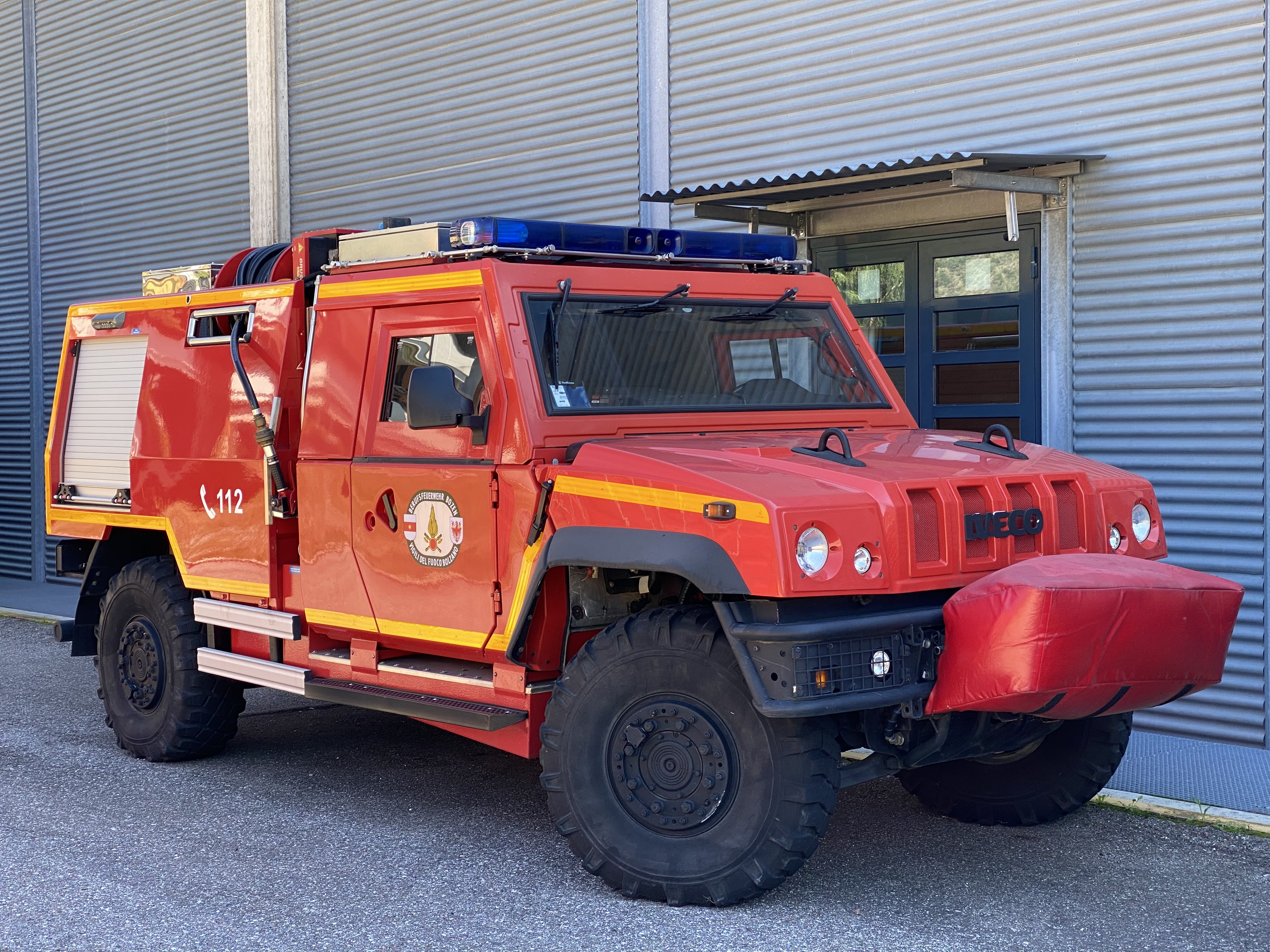
Iveco LMV als Waldbrandfahrzeug: eines der vielen Spezialfahrzeuge der Berufsfeuerwehr Bozen

Die primär in Südtirol eingesetzten Fahrzeuge der Freiwilligen Feuerwehr sind Tanklöschfahrzeuge und Mannschaftstransportfahrzeuge. Des Weiteren sind Kleinlöschfahrzeuge, Rüstfahrzeuge und Transportfahrzeuge sehr verbreitet. Feuerwehren, welche spezielle Einsatzzonen zugewiesen bekommen haben, besitzen für diese optimierte Einsatzfahrzeuge, so verfügt z. B. die Freiwillige Feuerwehr Seiser Alm über ein Raupenfahrzeug für Einsätze im großen, flachen Skigebiet. Fahrzeuge, welche seltener benötigt werden, z. B. Drehleitern, werden normalerweise ein Mal pro Abschnitt eingekauft.
Den größten Fuhrpark in Südtirol besitzt die Berufsfeuerwehr Bozen. Neben den oben genannten Fahrzeugen verfügt die Berufsfeuerwehr Bozen auch über Schaufelbagger und mobile Boote und viele weitere speziellere Fahrzeuge.
Die Berufsfeuerwehr Bozen nutzt gewöhnliche italienische Feuerwehrkennzeichen, die nach dem roten Anfangskürzel VF (Vigili del Fuoco) zusätzlich zum italienischen das Südtiroler Wappen tragen. Es folgen eine dreistellige Nummer und schließlich das Provinzkürzel BZ für Bozen. Dieses Kennzeichenformat wurde lange Zeit auch bei den freiwilligen Feuerwehren eingesetzt, deren Neuzulassungen seit 2009 aber ein an das Südtiroler Zivilschutzkennzeichen angelehntes Kennzeichenformat nutzen: Zwischen vertikalen blauen Balken befindet sich das rote Anfangskürzel VF FW (Vigili del Fuoco/Feuerwehr), gefolgt von einem fortlaufenden dreistelligen alphanumerischen Code.

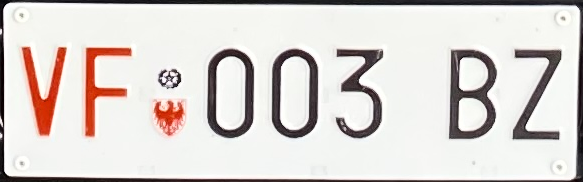
Kennzeichen der Berufsfeuerwehr Bozen
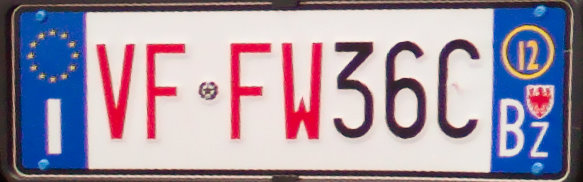
Kennzeichen der Freiwilligen Feuerwehr Bozen

## Dienstgrade

### Freiwillige Feuerwehr
Die Dienstgrade der Freiwilligen Feuerwehr unterteilen sich in die zwei Kategorien Kommandanten und Funktionäre. Kommandanten tragen rote Schulterabzeichen, Funktionäre tragen blaue Schulterabzeichen und eines, der Aufgabe entsprechendes, rundes, Funktionsabzeichen am Arm. Im Gegensatz zu den italienischen Feuerwehren tragen die Mitglieder des LFV ihr Dienstgradabzeichen nicht auf der Brust ihrer Einsatzkleidung, die Rang Kennzeichnung erfolgt hier durch Farbstreifen auf Helm und Rücken. Das Dienstgradsystem verzichtet auf militärische Distinktionen wie Sterne in den Abzeichen oder militärische Rangbezeichnungen.
Der Kommandant sowie sein Stellvertreter werden für fünf Jahre gewählt. Wahlberechtigt sind alle aktiven Mitglieder. Andere Ränge werden vom Ausschuss ernannt. Dieser wiederum wird von der Jahreshauptversammlung bestimmt.
Die Dienstgrade des Landesfeuerwehrverbandes werden in drei Ebenen und Landesfeuerwehrschule aufgeteilt.

#### Landesfeuerwehrverband
| Landesfeuerwehrverband | Landesfeuerwehrverband                                          | Landesfeuerwehrverband |
| Abzeichen              | Titel                                                           | Anmerkung              |
| ---------------------- | --------------------------------------------------------------- | ---------------------- |
|                        | Landesfeuerwehrpräsident                                        |                        |
|                        | Landesfeuerwehrpräsident-Stellvertreter                         |                        |
|                        | Landesjugendreferent, Landesfeuerwehrkurat, Landesfeuerwehrarzt |                        |
|                        | Landesjugendreferent-Stellvertreter                             |                        |

#### Landesfeuerwehrschule
Als Teil des Landesfeuerwehrverbandes verfügt die Landesfeuerwehrschule über Dienstgradabzeichen, welche in einer Linie mit jenen der Freiwilligen Feuerwehren gestaltet wurden. Die Funktionäre der Landesfeuerwehrschule tragen zwar ein entsprechendes Funktionsabzeichen, aber kein Dienstgradabzeichen.
| Landesfeuerwehrschule | Landesfeuerwehrschule                                   | Landesfeuerwehrschule |
| Abzeichen             | Titel                                                   | Anmerkung             |
| --------------------- | ------------------------------------------------------- | --------------------- |
|                       | Inspektor und Leiter der Landesfeuerwehrschule          |                       |
|                       | Stellvertretender Leiter der Landesfeuerwehrschule      |                       |
|                       | Zugskommandant der Landesfeuerwehrschule                |                       |
|                       | Zugskommandant-Stellvertreter der Landesfeuerwehrschule |                       |
|                       | Gruppenkommandant der Landesfeuerwehrschule             | Kein Stellvertreter   |

Mützenkordel
| Mützenkordel | Titel                  | Anmerkung |
|              | geflochtene Goldschnur | Die Goldene Mützenkordel wird von allen Amtsträgern des Landesfeuerwehrverbandes und der Landesfeuerwehrschule auf der Tellermütze getragen. |

#### Bezirksfeuerwehrverband
Der Landesfeuerwehrverband wurde in 9 Bezirke unterteilt. Jeder dieser Bezirke wird weiters in Abschnitte gegliedert, welche jedoch eine geringe Bedeutung haben. Die Kleidung eines jeden Feuerwehrmannes trägt den Namen der Station sowie den entsprechenden Bezirk.
| Bezirksfeuerwehrverband | Bezirksfeuerwehrverband                                                                                  | Bezirksfeuerwehrverband           |
| Abzeichen               | Titel | Anmerkung                         |
| ----------------------- | --- | --------------------------------- |
|                         | Bezirksfeuerwehrpräsident                                                                                |                                   |
|                         | Bezirksfeuerwehrpräsident-Stellvertreter                                                                 |                                   |
|                         | Bezirksfeuerwehrinspektor                                                                                |                                   |
|                         | Abschnittsinspektor                                                                                      | Je nach Bezirk 3 bis 9 Amtsträger |
|                         | Bezirksjugendreferent, Bezirksschriftführer, Bezirkskassier, Bezirksfeuerwehrkurat, Bezirksfeuerwehrarzt |                                   |
|                         | Bezirksjugendreferent-Stellvertreter                                                                     |                                   |

Mützenkordel
| Mützenkordel | Titel                    | Anmerkung |
|              | geflochtene Silberschnur | Die Silberne Mützenkordel wird von allen Amtsträgern des Bezirksfeuerwehrverbandes auf der Tellermütze getragen. |

#### Freiwillige Feuerwehr
Da der LFVBZ keine Rangabzeichen auf der Einsatzkleidung vorsieht, wurde hierfür ein Farbsystem für die Einsatzkleidung entwickelt. Die Farbliche Kennung wird auf dem Helm in Form von Farbstreifen und auf dem Rücken des Feuerwehrmannes in Form eines Leuchtstreifens angebracht.
| Freiwillige Feuerwehr | Freiwillige Feuerwehr                                   | Freiwillige Feuerwehr | Freiwillige Feuerwehr       |
| Abzeichen             | Titel                                                   | Anmerkung | Farbkennung Einsatzkleidung |
| --------------------- | ------------------------------------------------------- | --- | --------------------------- |
|                       | Kommandant                                              | | Rot bzw. Neonrot            |
|                       | Kommandant-Stellvertreter                               | | Rot bzw. Neonrot            |
|                       | Zugskommandant                                          | | Gelb bzw. Neongelb          |
|                       | Zugskommandant-Stellvertreter                           | | Gelb bzw. Neongelb          |
|                       | Gruppenkommandant                                       | Feuerwehren verfügen über mehrere Gruppenkommandanten. | Gelb bzw. Neongelb          |
|                       | Gruppenkommandant-Stellvertreter                        | | Gelb bzw. Neongelb          |
|                       | Schriftführer, Gerätewart, Kassierer und Jugendbetreuer | Abzeichen wird für mehrere organisatorische Funktionen innerhalb der Feuerwehr verwendet. Jede Position wird nur einmal besetzt. | Weiß                        |
|                       | Jugendbetreuer-Stellvertreter                           | Jugendgruppen werden meistens von mehreren Betreuern geleitet. Da der Titel des Jugendbetreuers nur einmal vergeben werden darf, werden weitere Betreuer diesem Rang zugewiesen. Sie arbeiten also mit dem Jugendbetreuer im Team zusammen und sind nicht nur Stellvertreter. | Weiß                        |
| Kein Abzeichen        | Feuerwehrmann                                           | | Weiß                        |

Mützenband
| Mützenband | Titel                     | Anmerkung |
|            | Silberband auf rotem Filz | Das Silberne Mützenband auf rotem Filz wird vom Kommandant und vom Kommandant-Stellvertreter auf der Tellermütze getragen. |
|            | schwarzes Band            | Das schwarze Band wird von allen Dienstgraden unter dem Kommandant-Stellvertreter auf der Tellermütze getragen.            |

### Berufsfeuerwehr Bozen
Die Berufsfeuerwehr Bozen verleiht folgende Dienstgrade:
|  | Kommandant Comandante | Kommandant Comandante |  |

| Branddirektor Esperto/a Antincendi Direttore | Oberbrandexperte Esperto/a Antincendi Superiore | Brandexperte Esperto/a Antincendi |

| Hauptbrandinspektor Ispettore/Ispettrice Antincendi Capo | Oberbrandinspektor Ispettore/Ispettrice Antincendi Superiore | Brandinspektor Ispettore/Ispettrice Antincendi |

| Hauptbrandmeister Capo Reparto | Oberbrandmeister Vice Capo Reparto | Brandmeister Capo Squadra |

| Hauptfeuerwehrmann/frau Vigile/Vigilessa del Fuoco Capo | Oberfeuerwehrmann/frau Vigile/Vigilessa del Fuoco Scelto | Feuerwehrmann/frau Vigile/Vigilessa del Fuoco |